# Lijst van Geoemydidae
Onderstaand een lijst van alle soorten schildpadden uit de familie Geoemydidae. Er zijn 69 soorten die verdeeld worden in 19 geslachten. Zes geslachten zijn monotypisch en worden slechts door een enkele soort vertegenwoordigd.
- Soort Batagur affinis
- Soort Batagur baska
- Soort Batagur borneoensis
- Soort Batagur dhongoka
- Soort Batagur kachuga
- Soort Batagur trivittata
- Soort Cuora amboinensis
- Soort Cuora aurocapitata
- Soort Cuora bourreti
- Soort Cuora flavomarginata
- Soort Cuora galbinifrons
- Soort Cuora mccordi
- Soort Cuora mouhotii
- Soort Cuora pani
- Soort Cuora picturata
- Soort Cuora trifasciata
- Soort Cuora yunnanensis
- Soort Cuora zhoui
- Soort Cyclemys atripons
- Soort Cyclemys dentata
- Soort Cyclemys enigmatica
- Soort Cyclemys fusca
- Soort Cyclemys gemeli
- Soort Cyclemys oldhamii
- Soort Cyclemys pulchristriata
- Soort Geoclemys hamiltonii
- Soort Geoemyda japonica
- Soort Geoemyda spengleri
- Soort Hardella thurjii
- Soort Heosemys annandalii
- Soort Heosemys depressa
- Soort Heosemys grandis
- Soort Heosemys spinosa
- Soort Leucocephalon yuwonoi
- Soort Malayemys macrocephala
- Soort Malayemys subtrijuga
- Soort Mauremys annamensis
- Soort Mauremys caspica
- Soort Mauremys japonica
- Soort Mauremys leprosa
- Soort Mauremys mutica
- Soort Mauremys nigricans
- Soort Mauremys reevesii
- Soort Mauremys rivulata
- Soort Mauremys sinensis
- Soort Melanochelys tricarinata
- Soort Melanochelys trijuga
- Soort Morenia ocellata
- Soort Morenia petersi
- Soort Notochelys platynota
- Soort Orlitia borneensis
- Soort Pangshura smithii
- Soort Pangshura sylhetensis
- Soort Pangshura tecta
- Soort Pangshura tentoria
- Soort Rhinoclemmys annulata
- Soort Rhinoclemmys areolata
- Soort Rhinoclemmys diademata
- Soort Rhinoclemmys funerea
- Soort Rhinoclemmys melanosterna
- Soort Rhinoclemmys nasuta
- Soort Rhinoclemmys pulcherrima
- Soort Rhinoclemmys punctularia
- Soort Rhinoclemmys rubida
- Soort Sacalia bealei
- Soort Sacalia quadriocellata
- Soort Siebenrockiella crassicollis
- Soort Siebenrockiella leytensis
- Soort Vijayachelys silvatica